# Brojce (gromada)
Brojce – dawna gromada, czyli najmniejsza jednostka podziału terytorialnego Polskiej Rzeczypospolitej Ludowej w latach 1954–1972.
Gromady, z gromadzkimi radami narodowymi (GRN) jako organami władzy najniższego stopnia na wsi, funkcjonowały od reformy reorganizującej administrację wiejską przeprowadzonej jesienią 1954 do momentu ich zniesienia z dniem 1 stycznia 1973, tym samym wypierając organizację gminną w latach 1954–1972.
Gromadę Brojce z siedzibą GRN w Brojcach utworzono – jako jedną z 8759 gromad na obszarze Polski – w powiecie gryfickim w woj. szczecińskim na mocy uchwały nr V/43/54 WRN w Szczecinie z dnia 5 października 1954. W skład jednostki weszły obszary dotychczasowych gromad Przybiernowo, Tąpadły, Pruszcz i Brojce (bez miejscowości Mołstowo) ze zniesionej gminy Brojce w tymże powiecie. Dla gromady ustalono 15 członków gromadzkiej rady narodowej.
1 stycznia 1958 do gromady Brojce włączono miejscowości Grąd, Kiełpino, Raciborów i Smokęcino ze znoszonej gromady Starnin w powiecie kołobrzeskim w woj. koszalińskim.
31 grudnia 1959 do gromady Brojce włączono obszar zniesionej gromady Dargosław (zwiększony o miejscowości Żukowo i Bielikowo) w tymże powiecie.
Gromada przetrwała do końca 1972 roku, czyli do kolejnej reformy gminnej.  1 stycznia 1973 w powiecie gryfickim reaktywowano gminę Brojce.